# Carlos Gutiérrez Menoyo
Carlos Gutiérrez Menoyo (Madrid, España, 1924 - La Habana, 13 de marzo de 1957), fue un militar y revolucionario español. Combatió en el Ejército francés durante la Segunda Guerra Mundial y participó en la Revolución cubana. 

## Orígenes y primeros años
Carlos Gutiérrez Menoyo nació en Madrid en 1924. Segundo hijo de los seis del médico madrileño Carlos Gutiérrez Zabaleta. Creció en una familia acomodada. 
Siendo su padre militante del Partido Socialista Obrero Español, Carlos expresó su adhesión a las ideas revolucionarias desde su adolescencia. Simpatizó con la causa de la Segunda República española. Su hermano mayor, José Antonio, murió en la Batalla de Majadahonda, durante la defensa de Madrid en 1936. 
Por esa época, Carlos se vio forzado a exiliarse en Francia. En ese país, lo sorprendió el estallido de la Segunda Guerra Mundial, con la consecuente ocupación de Francia. 

## Segunda Guerra Mundial
En 1940, a los 16 años, se exilió en África para incorporarse a las fuerzas del general Leclerc de la Francia Libre. Participó en la guerra del desierto contra el Afrika Korps del general Rommel. Fue condecorado y ascendido a subteniente. Participó en la liberación de Italia, el Desembarco de Normandía y la liberación de Alemania. Tras el fin de la guerra, residió brevemente en Francia. 

## Viaje a Cuba
Tiempo después, emigró a Cuba. En dicho país, se reunificó con su familia en Cojímar. Sin embargo, pronto marchó a Cayo Confites, donde se entrenaba un grupo armado de cubanos. Estos planeaban invadir la República Dominicana para derrocar la Dictadura de Trujillo. En dicha expedición, se había enrolado buena parte de la juventud cubana de la época, entre ellos, Fidel Castro.
Dicho intento fracasó y Carlos regresó con su familia. Dos años más tarde, partió a Guatemala, nuevamente para incorporarse a una expedición, en esta ocasión aérea, para liberar República Dominicana. Tras un nuevo fracaso expedicionario, Carlos volvió a Cuba y decidió dedicarse a su trabajo en un empleo modesto. 
El 10 de marzo de 1952, el General Fulgencio Batista dio un Golpe de Estado, derrocando al saliente Presidente Carlos Prío Socarrás e instaurando su dictadura personal. Como buena parte de la juventud de la época, Carlos se opuso inmediatamente a dicho régimen.

## Lucha revolucionaria y muerte
Tras las acciones revolucionarias del 26 de julio de 1953, comenzó una brutal represión contra todo opositor al General Batista y Carlos se vio forzado a exiliarse, regresando clandestinamente a Cuba poco después y continuó sus acciones revolucionarias. 
Carlos se vinculó al Directorio Revolucionario. Fue nombrado jefe militar de la acción que se preparaba para asaltar el Palacio Presidencial y ajusticiar a Batista. 
Dicha acción finalmente se llevó a cabo el 13 de marzo de 1957. Los jóvenes revolucionarios lograron tomar el control de varias plantas del edificio, pero Batista logró escapar a través de un pasadizo secreto, frustrándose la acción. En el fragor del combate murió, junto a otros participantes de la acción, Carlos Gutiérrez Menoyo. Tenía al morir 33 años de edad. 

## Homenaje
Como consecuencia de la muerte de Carlos, su hermano más joven, Eloy Gutiérrez Menoyo, decidió involucrarse más activamente en la lucha revolucionaria contra el régimen de Batista. Se unió al Directorio y formó parte de la guerrilla fundada en 1958 en el Escambray. Poco después, Eloy fundó el Segundo Frente Nacional del Escambray. 
Tras el triunfo de la Revolución cubana en 1959, se colocó una tarja conmemorativa en la entrada del antiguo Palacio Presidencial, en la cual se nombra a todos los revolucionarios caídos en el ataque a Palacio, entre ellos figura el nombre de Carlos Gutiérrez Menoyo. 